# Guillermo López Gallego
Guillermo López Gallego (1978, Madrid) es un diplomático, traductor y poeta en lengua castellana. 

## Biografía
Hijo único de Dámaso López García (Catedrático de Filología Inglesa y Vicerrector de Relaciones Internacionales y Cooperación en la Universidad Complutense de Madrid) y Juana Victoria Gallego (Licenciada en Filología Hispánica por la Universidad Complutense de Madrid). Madrileño de nacimiento, aunque su infancia transcurrió íntegramente en Santander, Cantabria, donde sus padres se trasladaron por motivos laborales. En 1992, regresó a Madrid, donde estudió Bachillerato Internacional en e Instituto Ramiro de Maeztu.  
A la vez que estudiaba su licenciatura en derecho por la Universidad Complutense de Madrid, dirigió la revista de creación literaria Entonces (imprenta Bedia); publicó las plaquettes De vez en cuando (Límite, Santander, 1997), Hammarlund (Entonces, 1999) y A la bim bom bam (Librolí, 1999). Además, tradujo a diferentes autores como Ovidio, Propercio, Charles Asselineau, Jean Clair, Jean-François Elslander, Serge Gainsbourg, Joris-Karl Huysmans, Margerie Allingham, E. C. Bentley, Robert Lax, Bai T. Moore, Dorothy Parker (junto con su esposa Cecilia Ross), Sadie Plant, Sylvia Plath y Charles Olson. Y fue coeditor de la antología Veinticinco poetas jóvenes españoles (Hiperión, 2003). 
En París se licenció en la Universidad de París I Panthéon-Sorbonne. Fue entonces cuando también decidió estudiar oposiciones al Cuerpo diplomático. Tras aprobar dichas oposiciones y mientras esperaba su primer destino como diplomático del Estado español, publicó su primer libro, El faro (Pre-Textos, 2008). 
Los siguientes años estuvieron marcados por experiencias personales, ya que contrajo matrimonio y tuvo dos hijos; y laborales, derivadas de los diferentes destinos de su carrera como diplomático:
- Jefe de Servicio en la Unidad de Emergencia Consular de la Dirección General de Asuntos y Asistencia Consulares (2008-2009).
- Consejero Técnico en la Unidad de Emergencia Consular de la Dirección General de Asuntos y Asistencia Consulares (2009-2010).
- Encargado de negocios ad interim en Monrovia y Freetown (2010-2012).
- Vocal Asesor y Jefe de la Unidad de Apoyo en la Dirección General de Política e Industrias Culturales y del Libro, Secretaría de Estado de Cultura (2012-2014).
- Titular de la Segunda Jefatura, Embajada de España en Letonia. Encargado de los asuntos administrativos, Embajada de España en Letonia (2014-2018).

Su experiencia laboral en Liberia y Sierra Leona significó, a su vez, un punto de inflexión en su vida personal y como poeta. Fue en Monrovia, Liberia, donde enfermó gravemente al contraer paludismo, fiebre tifoidea y tuberculosis. Esta situación personal extrema trajo consigo su segundo libro de poesía, Afro (Pre-Textos, 2016). 
Desde 2018 desarrolla, entre otras funciones, el cargo de Consejero Cultural y Científico en la Embajada de España en Lima, Perú (2018).
Ha sido condecorado hasta en tres ocasiones: Cruz de la Orden de Isabel la Católica, Encomienda de la Orden Civil de Alfonso X el Sabio y Cruz de Caballero de la Orden del Mérito Civil

## Publicaciones
Libros
- Afro, Valencia, Pre-Textos, 2016.
- El faro, Valencia, Pre-Textos, 2008.
- Todo a zen, Sevilla, Los papeles de «El Sitio», 2004.
- Hammarlund, Madrid, Entonces, 1999.
- A la bim bom bam, Madrid, Librolí Libros, 1999.
- De vez en cuando, Santander, Editorial Límite, 1997.

Ediciones
- Okuda San Miguel, Coloring the World (investigación y redacción), Madrid, Espasa, 2020.
- Dialogs. Latviesu un spanu tautas dziesmas/Diálogo. Canciones populares de Letonia y España, Riga, Neputns, 2016. Con Nora Caune.
- Nadadora, número 5 (especial dedicado a la poesía visual en España), 2008.
- Aliendos. Haikus para un mundo sostenible, Torrelavega, Consejería de Medio Ambiente del Gobierno de Cantabria, Centro de Investigación del Medio Ambiente (CIMA), 2007.
- Veinticinco poetas españoles jóvenes, Madrid, Hiperión, 2003. Con Ariadna G. García y Álvaro Tato.

Traducciones
- Bai T. Moore, Asesinato entre las yucas, Madrid, La umbría y la solana, 2019.
- E. C. Bentley, Trece casos para Philip Trent, Madrid, Siruela, 2019.
- E. C. Bentley y H. Warner Allen, El caso de Philip Trent, Madrid, Siruela, 2018.
- Fernando Pessoa, Argumentos para películas, Madrid, La umbría y la solana, 2017.
- E. C. Bentley, El último caso de Philip Trent, Madrid, Siruela, 2017.
- Sylvia Plath, La caja de los deseos, Madrid, Nórdica, 2017.
- Margerie Allingham, El signo del miedo, Madrid, Impedimenta, 2016.
- Sylvia Plath, Dibujos. Madrid, Nórdica, 2014.
- Charles Olson, «El verso proyectivo», Granada, Años diez, número 0, 2014.
- Dorothy Parker, Los poemas perdidos, Madrid, Nórdica, 2013. Con Cecilia Ross.
- Charles Asselineau, El infierno del músico. El infierno del bibliófilo, Santander, El Desvelo, 2012.
- Robert Lax, Una cosa que es, Santander, Qualea, 2009.
- J.-L Coatalem y Loustal, Hermoso Mar de la China, Madrid, Ediciones Sinsentido, 2008.
- Sadie Plant, El gesto más radical: La Internacional Situacionista en una época postmoderna. Errata Naturae Ediciones, 2008.
- Serge Gainsbourg, Evguénie Sokolov, Madrid, Antonio Machado Libros, 2008.
- Jean Clair, Lección de abismo: Nueve aproximaciones a Picasso, Madrid, Antonio Machado Libros, 2008.
- ––, La barbarie ordinaria: Music en Dachau, Madrid, Antonio Machado Libros, 2007.
- Jean-François Elslander, Rabia carnal, Madrid, Valdemar, 2007.
- Joris-Karl Huysmans, Allá lejos, Madrid, Valdemar, 2002.
- Ovidio, Fábula de Céix y Alcíone, Valencia, Pre-Textos, 1999.
- «Imitando el poema I, 4 de Propercio», Madrid, Entonces, número 5, 1999.
- Propercio, «Las elegías de Sexto Propercio», Santander, Componente Norte, número 3, 1998.

Artículos y reseñas
- «Impresiones de Entes», en Manifiesto descolonizado, Lima, Joan Jiménez Suero, 2020 (en prensa).
- «Fruela Fernández. La familia socialista», Los diablos azules, número 123, 2019.
- «Okuda, adivino de la realidad», catálogo de la exposición The Multicolored
- Equilibrium between Animals and Humans, Valencia, Consorci de Museus de la Comunitat Valenciana, 2018.
- «Alberto Santamaría. El huésped esperado. Poesía reunida 2004-2016», Los diablos azules, número 91, 2018.
- «Juan Marqués. Blanco roto», Jaén, Paraíso, número 12, 2017.
- «Juan Carlos Reche. Los nuestros», Los diablos azules, número 34, 2016.
- «JEOSM y Arturo Pérez-Reverte. Guerreros urbanos», Santander, Arte y Parte, número 125, 2016.
- «Emisor», Granada, Años diez, número 3, 2016.
- «Richard Huelsenbeck. Almanaque Dadá», Santander, Arte y Parte, número 124, 2016.
- «Byung-Chul Han. La salvación de lo bello», Santander, Arte y Parte, número 122, 2016.
- «Richard Kempton. Provo: la revuelta anarquista de Ámsterdam», Santander, Arte y parte, número 119, 2015.
- «Eltono: Debajo de la playa», presentación de la exposición Aléas (Sevilla, Galería Delimbo, 2015).
- «Víctor Lenore. Indies, hipsters y gafapastas. Crónica de una dominación cultural», Santander, Arte y parte, número 116, 2015.
- «VV. AA. Playgrounds. Reinventar la plaza», Santander, Arte y parte, número 113, 2014.
- «Craig Castleman. Getting up/Hacerse ver. El grafiti metropolitano en Nueva York», Santander, Arte y parte, número 110, 2014.
- «Nuevas mitologías», en Malos tiempos para la épica. Última poesía española (2001-2012), Luis Bagué Quílez y Alberto Santamaría (editores), Madrid, Visor, y Alicante, Instituto Alicantino de Cultura Juan Gil-Albert, 2013.
- «Política Hispana: España y las comunidades hispanas de Estados Unidos», Alcalá de Henares, Tribuna Norteamericana, número 3, 2010.
- «Gestionando crisis en el extranjero: la Unidad de Emergencia Consular», revista electrónica Psicosocial y emergencias, número 8, 2010.
- «El sol sale por la Porticada», en Música porticada. 1952-1990, Santander, Creática Ediciones, 2008.
- «Más polvo enamorado», Lucena, Azul, número 1, 2008.
- «Pablo García Baena. “David”», Santander, Nadadora, número 4, 2007.
- «Poesía es un gatito rojo», en Los Jueves Poéticos en la Casa del Libro. Recitales de jóvenes poetas, Madrid, Hiperión, 2006.
- «Sobre “Mili de Castro”», en José Hierro (1922-2002). La Torre de los Sueños, Santander, Museo de Bellas Artes-Mercado del Este, 2004.
- «Wallace Stevens. Aforismos completos», Córdoba, Istmo, número 1, 2003.
- «Face it, tiger (La política de Stefan Zweig)», Santander, Edades, número 10, 2002.
- «Aníbal Núñez La ruina El lenguaje», Santander, La Ortiga, número 6-7, 1997. Obras colectivas
- «(Fragmento inédito)», Berna, Versants, número 64:3, 2017.
- «Afro (fragmento)», en Poéticas del malestar. Antología de poetas contemporáneos, Bilbao, El gallo de oro, 2017.
- «El afro (fragmento)», Granada, Años diez, número 0, 2014.
- «Poemas», en Desviada luz. Antología gongorina para el siglo XXI, Madrid, Editorial Delirio/Editorial La Fragua, 2014.
- «Poemas», en Campos magnéticos. Veinte poetas españoles para el siglo XXI, Ciudad de México-Monterrey, La Otra Libros-Universidad Autónoma de Nuevo León, 2011.
- «Poems», en Shamrock Haiku Journal: 2007–2011, Anatoly Kudryavitsky (editor), Dublín, Shamrock Haiku Journal, 2011.
- «Poemas», Getafe, Nayagua, número 13, 2010.
- «Poems», revista electrónica Shamrock, número 13, 2010. Traducción de Anatoly Kudryavitsky.
- «Impresión: Despacho con vistas», Público, 8 de agosto de 2008.
- «Poemas», en Deshabitados, Granada, Maillot amarillo, 2008.
- «El faro», en Reclamos de luz, Santander, Centro de Arte «Faro de Cabo Mayor», 2007.
- «El faro», en Poesía en los jardines de la Residencia de Estudiantes, Madrid, Residencia de Estudiantes, 2007.
- «Poemas», en 25 años de creación poética en Cantabria, Santander, Parlamento de Cantabria, 2006.
- «Poemas», en Los jueves poéticos en la Casa del Libro, Madrid, Hiperión, 2006.
- «Haiku terrorista», en Con tu piedra, Santander, CIMA, 2005.
- «Poemas», en Aldea poética III. Haiku, Madrid, Ópera Prima, 2005.
- «Poemas», Santander, Nadadora, número 1, 2005.
- «Elegía», en Madrid, once de marzo. Poemas para el recuerdo, Valencia, Pre-Textos, 2004.
- «Para nada», en Alfileres, Lucena, 4 Estaciones, 2004.
- «El fin de las monarquías europeas», Torredonjimeno, La hamaca de lona, número 14, 2004.
- «Poemas», Madrid, La estafeta del viento, número 5, 2004.
- «Reivindicación de Guillermo López Gallego», En pie de paz. Escritores contra la guerra, Córdoba, Plurabelle, 2003.
- «Los muertos son los demás», Oviedo, Reloj de arena, número 35-36, 2003.
- «Poemas», Córdoba, Müsü, número 3, 2003.
- «Heidegger y la propagación», revista electrónica Fósforo, número 1, 2002.
- «Mis Papas favoritos», Madrid, Entonces, número 7, 2001.
- «35 variaciones sobre un tema de Leopoldo Alas Clarín», en 35 Variations, París, Le Castor Astral, 2000.
- «Mi primer poema dadá», Madrid, Entonces, número 4, 1998.
- «Tercer poema conceptual», Madrid, Entonces, número 3, 1998.
- «Para nada», Madrid, Entonces, número 1, 1997.
- «Poemas», en Palabras menores, Madrid, I.N.B. «Ramiro de Maeztu», 1996.
- «Los silencios del harén», Santander, La Ortiga, número 4, 1996.
- «De vez en cuando», Santander, La Ortiga, número 1, 1996 (2.ª ed., 2001).

Ponencias, Seminarios, Muestras, Curadurías
- Curaduría de la exposición Barrio Hero (Ridgewood, NY, galería Superchief NY), 2020.
- Ponente en el I Congreso de Relaciones Internacionales, Universidad San Ignacio de Loyola, Lima, Perú, 2018.
- Coordinación y moderación del encuentro A arte do graffiti, Mostra Espanha 2015, Lisboa, Portugal.
- Coordinación y moderación del ciclo Actualidad de la crítica, Biblioteca Nacional de España, Madrid, 2014.
- «El corazón de lo adecuado. Conrad y el viaje a África», ciclo Las huellas del viajero, Museo Cerralbo, Madrid.
- Coordinación del ciclo Escritores de fronteira, Mostra Espanha 2013, Lisboa.
- Coordinación y moderación del encuentro Poesia e edição, Mostra Espanha 2013, Coímbra.
- Mesa redonda Culture is ‘Cool’- It’s the Culture that Makes the Difference! XXII Economic, 2012.
- Forum, Krynica Zdrój, Polonia.
- 30.º seminario Política Exterior y de Seguridad Común. Comisión Europea, Bruselas, 2009.
- Seminario Condiciones para la expedición de visados en terceros Estados con alto riesgo de migración – Cooperación Consular Local en países del este, TAIEX, Bucarest, Rumanía.
- Cosmopoética, Ayuntamiento de Córdoba, Córdoba. 2008.
- Madrid.06, Consejería de Cultura y Deportes, Comunidad de Madrid, Madrid, 2006.
- Seminario RE2005, La Bella Varsovia, Córdoba, 2005.
- Dirección del encuentro Carlos Martínez Rivas regresa a España, Fundación Carolina, Madrid, 2003.
- Seminario El liberalismo discreto de Julián Marías, FAES, Madrid.
- Seminario Stefan Zweig o el liberalismo como destino, FAES, Madrid, 2002.

Experiencia Complementaria
- Miembro del consejo editorial de Nadadora (2006-2008).
- Dirección cultural del Anticafé (2002-2004).
- Dirección del Aula de Poesía José María Valverde, IES Ramiro de Maeztu (1997-2004).
- Dirección de la revista Entonces y la colección Entonces (1997-2001).
- Miembro fundador de la Association de Juristes Panthéon-Sorbonne Complutense (1998).
- Miembro de la Red de Arte Joven de la Comunidad de Madrid (1996).
- Miembro del consejo editorial de la Editorial Límite (1996).

Becas y Reconocimientos
- Becado para el certificado de gestión cultural de la New York University, Fundación Ramón Areces, 2013.
- Miembro del jurado de los Premios Nacionales de Traducción y a la Obra de un Traductor a propuesta del ministro de Educación, Cultura y Deporte, 2012.
- Seleccionado en Madrid Creativa A-Z. Diccionario de 200 artistas imprescindibles que trabajan en Madrid, Madrid, Comunidad de Madrid, 2007.
- Becado en la convocatoria de intercambio por convenios, Universidad Complutense de Madrid, 2001.
- Becado para los encuentros de Derecho Internacional Público, Universidad de Birzeit, Palestina, 2001.
- I Premio «Antonio Magariños» de Filología Clásica, mención Latín, 1997.